# Mu'ayyad al-Din al-'Urdi
Mu'ayyad al-Din al-'Urdi (en arabe مؤيد الدين العرضي) ou, sous une forme plus complète, Muayyad al-Din ibn Barmak Ibn al-Mubarak al-Amir al-Urdi Dimashqi, est un ingénieur et astronome arabe du XIIIe siècle.
Il fait partie des savants dont s'entoure Nassir al-Din Tûsi à Marâgheh. Il critique le modèle ptoléméen du cosmos. 

## Biographie
Il est né en actuelle Syrie, soit près d'Alep, soit, selon sa nisba, à ʿUrd, entre Palmyre et Resafa, aux alentours de 1200. Il est mort en 1266 à Marāgha.
Il travaille d'abord comme architecte à Damas, où il conçoit des installations hydrauliques. À l'invitation d'al-Tusi, dans les années 1250, il contribue à la construction de l'observatoire de Marâgheh, aujourd'hui dans le nord-ouest de l'Iran.

## Astronomie

Suppression de l'équant dans le modèle de l'astronome al-Urdi par l'ajout d'un épicyle.

Son Kitab fi-l-hay'a (« Livre sur l'astronomie ») est un livre d'astronomie théorique. Conscient des imperfections du système de Ptolémée, al-Tusi y apporte des améliorations afin de le rendre plus conforme à l'expérience. Al-Urdi, à son tour, améliore le « couple » de Tusi. Ce théorème permet de penser le mouvement d'un cercle à l'intérieur d'un autre en le réduisant à un mouvement linéaire et de faire l'économie de la notion d'équant. On le retrouve, associé à un second théorème du nom de Lemma Urdi, qui constitue un développement du théorème d'Apollonius, dans les travaux de Copernic. Il a influencé Qotb al-Din Chirazi et est cité par Ibn al-Shâtir. Otto Neugebauer a avancé l'hypothèse que les astronomes de l'école de Maragha, bien que conservant le modèle géocentrique, ont préparé les découvertes de Copernic.
Il conçoit aussi des instruments astronomiques. On doit à son fils Muhammad un globe, conservé à Dresde, en Allemagne, qui constitue un catalogue des objets célestes les plus lumineux,. Il a lui-même construit un instrument pour al-Mansur, le souverain de Homs, en 1252 ou 1253.
Il est l'auteur d'une Risalat al-'amal bi al-kura (« Lettre sur l'emploi du globe céleste »). Il y décrit l'usage de cet instrument, compare ses avantages à ceux de l'astrolabe et y apporte des améliorations. Il propose un modèle de globe céleste perpétuel, dont l'usage n'est pas limité dans le temps.
Les instruments utilisés à Maragha nous sont connus grâce à un texte d'al-Urdi, Risāla fī Kayfiyyat al-arṣād ou Risālat al‐Raṣd (« Traité sur la qualité des observations ») traduit en français en 1809 par Amable Jourdain dans Mémoire sur L’observatoire de Meragah et sur quelques instrumens emploiyés pour y observer. Il décrit les instruments d'observation de l'époque. Il commence par expliquer comment déterminer le méridien avant d'ériger un observatoire,. Puis il décrit un quadrant mural utilisé pour déterminer précisément la latitude de Maragha ainsi que l'inclinaison de l'axe de rotation de la Terre par rapport à l'écliptique (obliquite de I'ecliptique). Une sphère armillaire, une armille solsticiale, une armille équinoxiale, une règle dioptrique d'Hipparque.

## Liens
- Ressource relative à l'astronomie :   - Biographical Encyclopedia of Astronomers
- Notices d'autorité :   - VIAF
  - ISNI
  - IdRef
  - LCCN
  - GND
  - Israël
  - WorldCat

Le manuscrit arabe 2544 de la BNF comporte une copie de la Risālat al‐Raṣd.